# John Joseph Maguire
John Joseph Maguire (New York, 11 dicembre 1904 – New York, 6 luglio 1989) è stato un arcivescovo cattolico statunitense.

## Biografia
John Joseph Maguire nacque a New York l'11 dicembre 1904 da James e Ellen Marie (nata Shea) Maguire.

### Formazione e ministero sacerdotale
Frequentò la Regis High School e il collegio della cattedrale nella sua città natale e poi iniziò gli studi per il sacerdozio presso il seminario "St. Joseph" di Yonkers. Due anni dopo fu inviato a Roma dal cardinale Patrick Joseph Hayes per proseguire gli studi al Pontificio collegio americano del Nord.
Il 22 dicembre 1928 fu ordinato presbitero dall'arcivescovo Giuseppe Palica nella basilica di San Giovanni in Laterano. Al suo ritorno a New York la sua conoscenza dell'italiano favorì la sua nomina a curato della vecchia cattedrale di San Patrizio, che aveva una grande congregazione italo-americana. In seguito fu assistente cancelliere arcivescovile dal 1940 al 1945,  vice-cancelliere arcivescovile dal 1945 al 1947 e  cancelliere arcivescovile dal 1947 al 1953. Nel 1948 venne elevato al rango di prelato domestico e nel 1953 divenne vicario generale dell'arcidiocesi, carica che mantenne fino al 1980.

### Ministero episcopale
Il 16 maggio 1959 papa Giovanni XXIII lo nominò vescovo ausiliare di New York e titolare di Antifre. Ricevette l'ordinazione episcopale il 29 giugno successivo nella cattedrale di San Patrizio a New York dal cardinale Francis Joseph Spellman, arcivescovo metropolita di New York, coconsacranti i vescovi ausiliari Joseph Francis Flannelly e James Griffiths. Come motto episcopale scelse l'espressione "Tutam Reclude Semitam", ovvero "trova un modo di vivere senza pericoli", tratto dall'inno Praeclara custos virginu. Era noto per l'essere un campione della giustizia razziale e incoraggiò i cattolici di New York a partecipare alla marcia su Washington per il lavoro e la libertà del marzo 1963 al termine della quale Martin Luther King pronunciò il celebre discorso "I have a dream". Successivamente si unì ad altri leader religiosi per chiedere alla Corte Suprema degli Stati Uniti di considerare incostituzionale la discriminazione razziale nella vendita degli alloggi. Oltre alla sua difesa per il movimento dei diritti civili, era un profondo sostenitore dell'ecumenismo e spesso partecipò a servizi congiunti con il clero di altre confessioni. Prese anche un particolare interesse per la comunità cattolica ispanica imparando lo spagnolo e recandosi spesso a Porto Rico. Partecipò alla terza e alla quarta sessione del Concilio Vaticano II.
Il 15 settembre 1965 papa Paolo VI lo nominò arcivescovo coadiutore senza diritto di successione di New York e titolare di Tabalta. La sua nomina pose l'arcidiocesi di New York nella situazione unica di avere due arcivescovi allo stesso tempo. Prima della riforma del codice di diritto canonico nel 1983, vi era una distinzione tra i vescovi coadiutori cum jure successionis e quelli senza, solitamente definiti sedi datus, cioè "assegnati alla sede", alla diocesi, non alla persona dell'ordinario. Alcuni coadiutori erano nominati con il diritto di successione automatico, e altri, seppur molto raramente, senza tale diritto. Oggi nessun coadiutore è nominato senza il concomitante diritto di successione. Di solito si nomina un vescovo coadiutore quando l'ordinario di una diocesi è malato o vicino alla pensione o quando una diocesi è particolarmente grande. Il cardinale Spellman aveva 76 anni e poco prima era stato sottoposto a un intervento chirurgico alla prostata. Dopo la morte del cardinale Spellman, avvenuta nel dicembre del 1967, il collegio dei consultori lo elesse amministratore diocesano nell'attesa della nomina del successore. Pur essendo uno dei candidati favoriti per il ruolo di arcivescovo, alla fine fu scelto il vescovo ausiliare Terence James Cooke.
L'8 gennaio 1980 papa Giovanni Paolo II accettò la sua rinuncia all'incarico per raggiunti limiti d'età. In seguito risiedette presso la cattedrale di San Patrizio a New York.
Morì all'ospedale St. Vincent di New York il 6 luglio 1989 all'età di 84 anni. Alla sua morte, il cardinale John Joseph O'Connor disse: "Per quanto mi riguarda, l'arcivescovo Maguire è stato la chiave di volta che collegava l'arcidiocesi di ieri con l'arcidiocesi di oggi". Fu sepolto accanto agli arcivescovi di New York nella cripta sotto l'altare maggiore della cattedrale di San Patrizio. Il libretto delle esequie portava stampato in modo errato il suo stemma. Era infatti presente quello da vescovo ausiliare e non da arcivescovo.

## Genealogia episcopale
La genealogia episcopale è:
- Cardinale Scipione Rebiba
- Cardinale Giulio Antonio Santori
- Cardinale Girolamo Bernerio, O.P.
- Arcivescovo Galeazzo Sanvitale
- Cardinale Ludovico Ludovisi
- Cardinale Luigi Caetani
- Cardinale Ulderico Carpegna
- Cardinale Paluzzo Paluzzi Altieri degli Albertoni
- Papa Benedetto XIII
- Papa Benedetto XIV
- Papa Clemente XIII
- Cardinale Marcantonio Colonna
- Cardinale Giacinto Sigismondo Gerdil, B.
- Cardinale Giulio Maria della Somaglia
- Cardinale Carlo Odescalchi, S.I.
- Cardinale Costantino Patrizi Naro
- Cardinale Lucido Maria Parocchi
- Papa Pio X
- Papa Benedetto XV
- Papa Pio XII
- Cardinale Francis Joseph Spellman
- Arcivescovo John Joseph Maguire